# Slowakische Badmintonmeisterschaft 1993
Die Slowakische Badmintonmeisterschaft 1993 war die erste Auflage der Titelkämpfe im Badminton des neu gegründeten Staates Slowakei. Sie fand vom 3. bis zum 4. April 1993 in Trnava statt.

## Medaillengewinner
| Disziplin    | Gold                                                                   | Silber                                                                | Bronze                                                                     |
| ------------ | ---------------------------------------------------------------------- | --------------------------------------------------------------------- | -------------------------------------------------------------------------- |
| Herreneinzel | Juraj Brestovský (Spoje Bratislava)                                    | Igor Novák (VŠDS Žilina)                                              | Vladimír Turlík (Lokomotíva Košice)                                        |
| Herreneinzel | Juraj Brestovský (Spoje Bratislava)                                    | Igor Novák (VŠDS Žilina)                                              | Marek Majerčík (Tesla Nové Zámky)                                          |
| Dameneinzel  | Ľuba Hanzušová (Lokomotíva Košice)                                     | Aurita Hirková (Lokomotíva Košice)                                    | Viera Kolmanová (Slávia Trnava)                                            |
| Dameneinzel  | Ľuba Hanzušová (Lokomotíva Košice)                                     | Aurita Hirková (Lokomotíva Košice)                                    | Katarína Pokorná (CEVA Trenčín)                                            |
| Herrendoppel | Juraj Brestovský (Spoje Bratislava) Igor Novák (VŠDS Žilina)           | Róbert Cyprian (Lokomotíva Trenčín) Peter Púdela (Lokomotíva Trenčín) | Jaroslav Heleš (Lokomotíva Trenčín) Marián Šulko (Spoje Bratislava)        |
| Herrendoppel | Juraj Brestovský (Spoje Bratislava) Igor Novák (VŠDS Žilina)           | Róbert Cyprian (Lokomotíva Trenčín) Peter Púdela (Lokomotíva Trenčín) | Jozef Hríbik (Spoje Bratislava) Marek Majerčík (Tesla Nové Zámky)          |
| Damendoppel  | Ľuba Hanzušová (Lokomotíva Košice) Aurita Hirková (Lokomotíva Košice)  | Jana Braciníková (VŠDS Žilina) Lenka Němcová (VŠDS Žilina)            | Andrea Barincová (Lokomotíva Trenčín) Martina Švecová (Lokomotíva Trenčín) |
| Damendoppel  | Ľuba Hanzušová (Lokomotíva Košice) Aurita Hirková (Lokomotíva Košice)  | Jana Braciníková (VŠDS Žilina) Lenka Němcová (VŠDS Žilina)            | Zuzana Beňová (Spoje Bratislava) Viera Kolmanová (Slávia Trnava)           |
| Mixed        | Peter Púdela (Lokomotíva Trenčín) Martina Švecová (Lokomotíva Trenčín) | Igor Novák (VŠDS Žilina) Aurita Hirková (Lokomotíva Košice)           | Miroslav Křenek (VŠDS Žilina) Jana Braciníková (VŠDS Žilina)               |
| Mixed        | Peter Púdela (Lokomotíva Trenčín) Martina Švecová (Lokomotíva Trenčín) | Igor Novák (VŠDS Žilina) Aurita Hirková (Lokomotíva Košice)           | Juraj Brestovský (Spoje Bratislava) Mária Holobradá (Spoje Bratislava)     |